# Cherrelle
Cherrelle (* 13. Oktober 1958 in Los Angeles, Kalifornien, USA als Cheryl Anne Norton) ist eine US-amerikanische R&B-Sängerin. Ihre größten Erfolge feierte sie in den 1980er Jahren mit dem Produzentenduo Jimmy Jam und Terry Lewis. Insgesamt platzierte sie zwischen 1984 und 1999 13 Hits in den amerikanischen R&B-Charts. Ihre erfolgreichsten Songs waren I Didn’t Mean to Turn You On, Everything I Miss at Home sowie ihre Duette mit dem R&B-Sänger Alexander O’Neal, Saturday Love und Never Knew Love Like This.

## Karriere
Cherrelle, die ihren Künstlernamen wählte, nachdem ihr früherer Chef sie so genannt hatte, begann ihre Karriere mit den R&B- und Jazz-Künstlern Norman Connors und Michael Henderson sowie als Background-Sängerin bei Luther Vandross. Nachdem Tabu-Records-Gründer Clarence Avant eine Demo-Aufnahme von Cherrelle gehört hatte, erhielt sie 1983 einen Plattenvertrag bei diesem Plattenlabel.
1984 veröffentlichte Cherrelle ihr Debütalbum Fragile, welches von Jimmy Jam und Terry Lewis produziert wurde. Das Album enthielt die amerikanischen R&B-Top-Ten-Single I Didn’t Mean to Turn You on. Das Video zu diesem Lied war eine Hommage an King Kong. Cherrelle spielte darin die Frau, in die sich King Kong verliebt. Dieser Song wurde von dem Popsänger Robert Palmer auf seinem Album Riptide 1985 gecovert. Ebenso wurde der Song 2001 von Mariah Carey auf ihrem Soundtrack-Album Glitter mit Hilfe der originalen Instrumentalspuren gecovert.
Cherrelles Nachfolgealbum High Priority erhielt Gold-Status und enthielt den amerikanischen Top 40 Hit (#2 Billboard R&B) Saturday Love, ein Duett mit Alexander O’Neal. In Großbritannien stieg dieser Song bis auf Platz 6 in den Charts. Der Song Never knew Love Like This, ebenso ein Duett mit Alexander O’Neal, stieg bis Platz 28 in den Billboard Pop Charts und auf Platz 2 der amerikanischen R&B Charts.
1988 wurde das Album Affair veröffentlicht. Dieses enthielt den US-R&B-Top-1-Hit Everything I Miss at Home. Der Titeltrack des Albums wurde ebenso ein Hit mit der Spitzenplatzierung auf Rang 4 der Billboard R&B-Charts.
Cherrelles Cousine ist die R&B-Popsängerin Perri „Pebbles“ Reid. Cherrelle spielte 1991 zusammen mit Johnny Gill (New Edition) auf Pebbles Single Always, die unter die Top 20 der Billboard R&B Charts aufstieg. Im selben Jahr veröffentlichte Cherrelle das Album The Woman I am. Dies war die erste Album, welches nicht von den Produzenten Jam und Lewis produziert und geschrieben wurde. Sie arbeitete an diesem Album mit dem Produzenten Narada Michael Walden.
1999 veröffentlichte Cherrelle ihr bislang letztes Album The Right Time auf dem Independent-Label Power. Auf diesem Album spielte als Gastmusiker der Rapper Keith Murray.
Im Jahre 2011 präsentierte der amerikanische Fernsehsender TV One eine Folge mit Cherrelle und Alexander O’Neal in der Reihe Unsung, die sich R&B-Stars widmet, die weniger Aufmerksamkeit als andere erhielten.
Im selben Jahr traten beide zusammen mit ihren Hits bei den BET Awards auf.

## Diskografie

### Alben
- 1984: Fragile (Tabu)
- 1985: High Priority (Tabu)
- 1988: Affair (Tabu)
- 1991: The Woman I Am (Tabu)
- 1999: The Right Time (Power)

### Kompilationen
- 1995: The Best of Cherrelle (Tabu)
- 2005: Greatest Hits (Tabu)
- 2011: Icon (Tabu)